# Dicranomyia lagunta
Dicranomyia lagunta är en tvåvingeart. Dicranomyia lagunta ingår i släktet Dicranomyia och familjen småharkrankar.

## Underarter
Arten delas in i följande underarter:
- D. l. lagunta
- D. l. makoo